# Brittney Griner

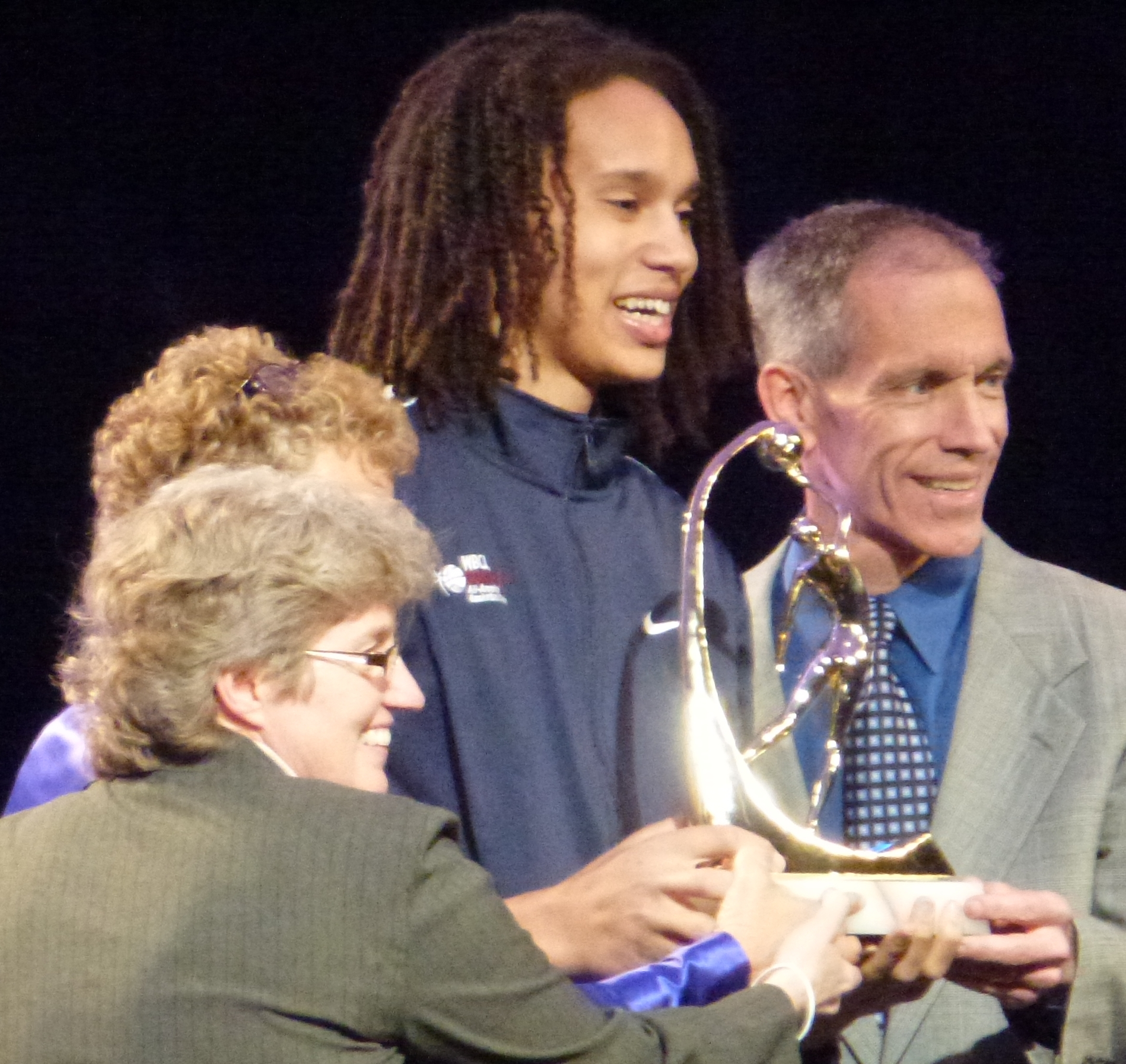
Brittney Griner acceptând trofeul Wade la show-ul WBCA Awards din Denver Colorado 2012

Brittney Yevette Griner (n. 18 octombrie 1990, Houston, Texas, SUA) este o jucătoare americană de baschet profesionist care joacă la Phoenix Mercury pentru Asociația Națională de Baschet pentru Femei (WNBA). Ea a fost de două ori medaliată cu aur olimpic când a jucat cu echipa națională de baschet feminin a Statelor Unite ale Americii și de șase ori medaliată WNBA All-Star.
În 2009, Griner a fost recunoscută de către Rivals.com drept jucătorarea numărul 1 de baschet feminin pentru liceu la nivel național. Ea a fost selectată în echipa de baschet All-American din 2009. Griner a jucat baschet la nivel universitar pentru Baylor Lady Bears din Waco, Texas. În 2012, în ultimul an de facultate, ea avut un an plin de succese fiind pentru a treia oară selectată în echipa All-American ea a fost desemnată jucătoarea Associated Press a anului, cea mai remarcabilă jucătoare din Final Four; ea a condus echipa Baylor la câștigarea Campionatului Național și a fost desemnată drept cea mai bună atletă feminină ESPY. Griner este, de asemenea, singura jucătoare de baschet din Asociația Națională Atletică Universitară (NCAA) care a marcat 2.000 de puncte și a blocat 500 de lovituri.
Din punct de vedere profesional, Griner a fost prima alegere a echipei Phoenix Mercury în procesul de selecție al debutantelor WNBA 2013, câștigând cu ea campionatul WNBA în 2014. Înălțimea lui Griner e de 206cm, mărimea la pantof este 51.5 și are o lungime a brațelor de 222cm.
Griner a condus echipa națională de baschet feminin a SUA spre victorie la Jocurile Olimpice de la Rio din 2016. În 2020, Griner a protestat împotriva „The Star-Spangled Banner” și a declarat că nu va fi pe teren în timpul intonării imnul național la începutul meciurilor. Griner a fost numită în echipa națională pentru Jocurile Olimpice din 2020 (desfășurate în 2021 la Tokyo, Japonia), unde a câștigat a doua medalie de aur. Ea este, de asemenea, de două ori câștigătoare a Cupei Mondiale feminine FIBA cu echipa SUA (2014 și 2018).

## Biografie
Griner s-a născut pe 18 octombrie 1990, în Houston, Texas, SUA, fiind fiica lui Raymond Griner, un șerif adjunct din comitatul Harris și veteran al Războiului din Vietnam, și a Sandrei Griner. Ea are trei frați mai mari, D, Shkera și Pier.
Griner a urmat liceul Nimitz din Houston. Pe lângă baschetul jucat pe toată perioada liceului, în primul an de liceu ea a jucat și volei. Începând cu al doilea an, Griner a exersat cu echipa de baschet de băieți și a lucrat cu un antrenor de fotbal de la Nimitz pentru a-și dezvolta puterea picioarelor, pentru a putea face sărituri de tip Slam dunk. În timpul liceului un videoclip de pe YouTube care prezintă săriturile ei dunk a fost vizionat de mai mult de 6,6 milioane de ori. Acest video devenit popular a dus la o întâlnire a ei cu Shaquille O'Neal.
În timpul ultimului an de liceu, Griner a condus Nimitz Cougars la campionatul de baschet pentru fete din Texas 5A, unde Nimitz a pierdut cu 52–43 în fața Liceului Mansfield Summit. Griner a sărit 52 de dunk-uri în 32 de jocuri în acel an, stabilind un record pentru șapte dunk-uri într-un singur joc, jocul împotriva Liceului Aldine. Primarul din Houston, Bill White, a declarat 7 mai 2009, Ziua Brittney Griner. Pe 11 noiembrie 2008, ea a înregistrat 25 de blocaje într-un joc împotriva lui Houston Alief Hastings, cel mai mare număr de blocaje înregistrat vreodată de o femeie într-un meci de baschet de liceu din SUA. În sezonul ei 2008–09, ea a înregistrat 318 blocaje, ceea ce a fost un record de sezon la numărul de blocaje.
Griner a fost numită WBCA All-American și a participat la WBCA All-America Game pentru liceene în 2009, conducând echipa și reușind 20 de puncte și 9 recuperări.

## Cariera în basket-ul universitar
Griner a jucat baschet la Universitatea Baylor din Waco, Texas. Ca boboc, Griner a blocat 223 de lovituri, stabilind recordul absolut de blocaje într-un singur sezon, fapt care o poziționează pe Griner ca una dintre cele mai mari blocatoare din istoria baschetului feminin. Pe 16 decembrie 2009, Griner a înregistrat prima triplă-dublă a echipei Baylor cu 34 de puncte, 13 recuperări, și un record de 11 blocări în competiția de baschet universitar Big 12 Conference. În ianuarie 2010, ea a devenit a șaptea jucătoare care a înscris prin dunk-uri în timpul unui meci de baschet studențesc feminin, și a doua femeie care a înscris cu dunkuri de două ori într-un singur meci la nivel universitar, făcând al doilea și al treilea dunk din cariera ei universitară într-un meci câștigat cu 99 la 18 împotriva Universității de Stat din Texas.
Pe 3 martie 2010, Griner și jucătoarea Jordan Barncastle de la Texas Tech, au avut o confruntare aproape de linia de marcaj și în timp ce lui Barncastle i se semnala un fault, Griner a făcut doi pași înainte și a lovit-o cu pumnul Barncastle, rupându-i nasul. Griner a fost apoi scosă din joc. Antrenorul lui Lady Bears, Kim Mulkey, a cerut o suspendare suplimentară față de suspendarea pentru un singur joc impusă de regulile NCAA⁠(d). 
În sezonul 2010-2011 Griner a avut în medie 23 de puncte marcate pe meci.  În sezonul 2011-2012, Griner a înregistrat o medie de 23,2 puncte, 9,4 recuperări și 5 blocări pe joc. Griner a fost desemnată Jucătoarea AP a anului  și cea mai bună jucătoare de baschet feminin universitar în 2012.
Pe 3 aprilie 2012, Griner i-a condus pe cei de la Baylor înscriind 26 de puncte, realizând 13 recuperări și 5 lovituri blocate, echipa ei câștigând Campionatul de baschet feminin din Divizia I, cu 80–61 în fața echipei universității din Notre Dame. Griner a fost desemnat cea mai bună jucătoare din Final Four. Echipa Baylor și-a încheiat sezonul neînvinsă, cu 40 de victorii, cele mai multe din istoria NCAA.
După ce a câștigat campionatul pe 3 aprilie 2012, Griner a decis să-și retragă candidatura pentru un loc în echipa de baschet feminin a SUA la Olimpiada din 2012. O lună mai târziu, Griner și-a rupt încheietura mâinii după ce a sărit de pe skateboard coborând o rampă.
Cariera ei în basket-ul universitar a luat sfârșit în turneul de baschet feminin NCAA din 2013, când Baylor a pierdut în fața Universității din Louisville Cardinals în Sweet 16.

## Cariera profesională

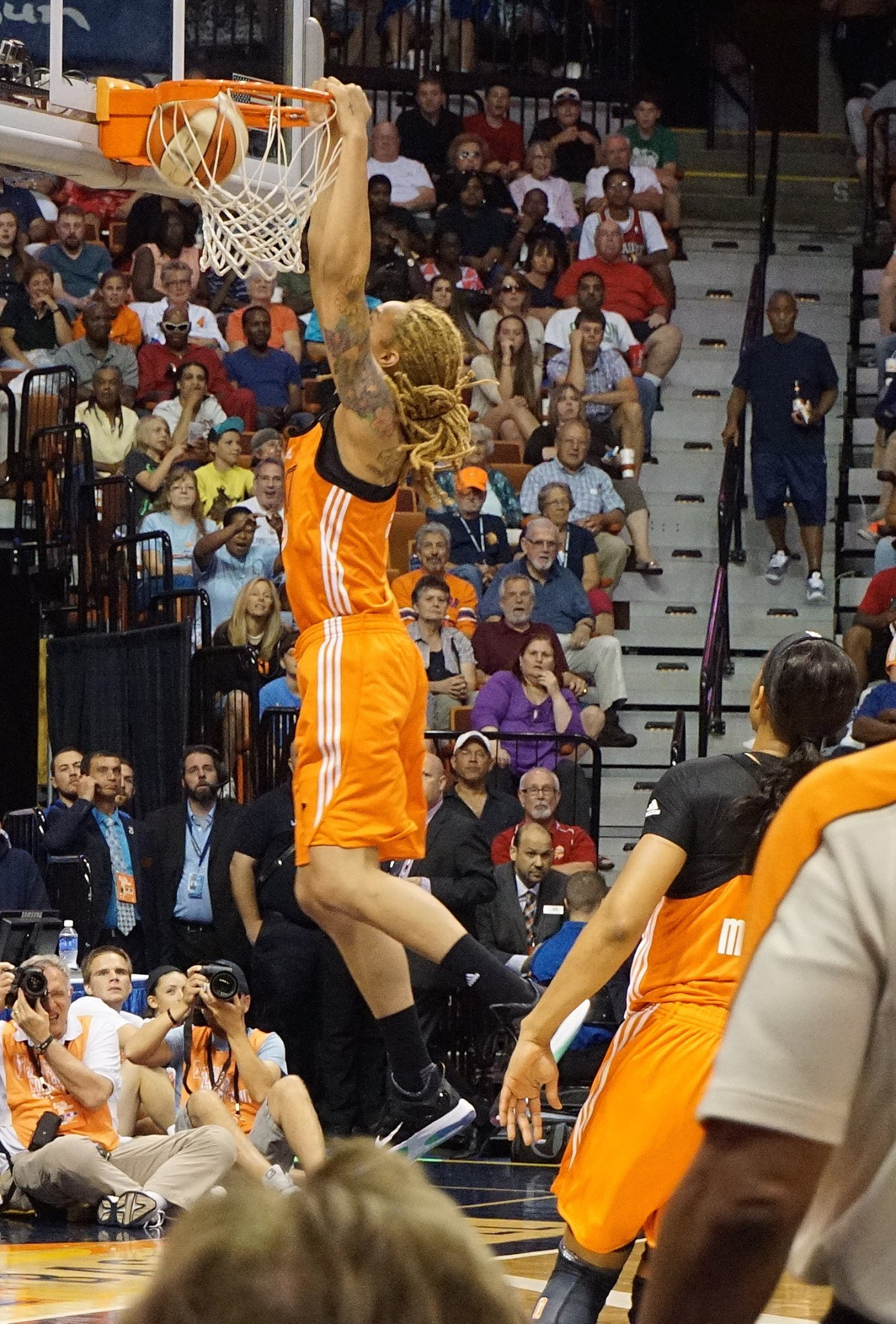
Griner executând un dunk la meciul All-Star WNBA 2015, care a avut loc la Mohegan Sun din Uncasville, Connecticut

Singurele jucătoare internaționale care au depășit înălțimea lui Griner au fost Margo Dydek, cu 7 picioare 2 inches (2,18 m), Bernadett Határ, cu 6 picioare 10,5 inches (2,096 m) și Han Xu, cu 6 picioare 10 inches (2,08 m).

#### 2013
În 2013, echipa Phoenix Mercury a ales-o pe Griner și în meciul ei de debut, pe 27 mai 2013, împotriva echipei Chicago Sky, Griner a egalat recordul de dunk-uri din NBA-ul feminin, înregistrând două dunk-uri. Ea a devenit astfel a treia jucătoare WNBA care a realizat dunk-uri și prima care a făcut asta de două ori într-un singur joc. Media de blocări realizate de ea a fost de 3 pe meci. Griner a fost numită în WNBA All-Star, dar nu a participat la meciul WNBA All Star din 2013 datorită unei accidentări la genunchiul drept.
În aprilie 2013, proprietarul Dallas Mavericks, Mark Cuban, și-a exprimat interesul pentru recrutarea lui Griner în NBA, iar Griner și-a exprimat interesul pentru această oportunitate, dar nicio ofertă nu a fost lansată.

#### 2014
În sezonul 2014, statisticile lui Griner s-au îmbunătăți, ea crescând la o medie de 15,6 puncte, 8,0 recuperăr și 3,7 blocări pe joc. Pe 29 iunie 2014, Griner a stabilit un record WNBA cu 11 blocaje într-o victorie împotriva lui Tulsa Shock, împreună cu 21 de puncte și 8 recuperări. Pe 24 august 2014, Griner a devenit prima jucătoare WNBA care a realizat un dunk într-un joc din playoff în meciul Mercury contra Los Angeles Sparks, 93–68.
În sezonul 2014 Griner a stabilit recorduri ale finalei WNBA cu cele mai multe blocaje dintr-un joc (8) și cele mai multe blocări într-un sfert (5).

#### 2015
În sezonul 2015, în ciuda faptului că a ratat primele șapte meciuri din cauza unei suspendări ca urmare a unui caz de violență domestică, Griner a avut cel mai prolific sezon defensiv din istoria WNBA, cu o medie record și un record WNBA de 4 blocaje pe meci, depășind recordul lui Margo Dydek din sezonul 1998. În playoff-urile din 2015, Griner a stabilit un record de playoff WNBA cu 11 blocări (împreună cu 18 puncte și 8 recuperări) într-o victorie în primul joc împotriva lui Tulsa Shock.

#### 2016
În sezonul 2016, în drum spre playoff, Griner a înregistrat o medie de 14,5 puncte pe joc, 6,5 recuperări pe joc și 3,1 blocări pe joc. În timpul sezonului, Griner a înregistrat a șasea triplă-dublă din istoria WNBA într-o victorie împotriva Atlanta Dream, cu 27 de puncte, 10 recuperări și 10 blocări.

#### 2017

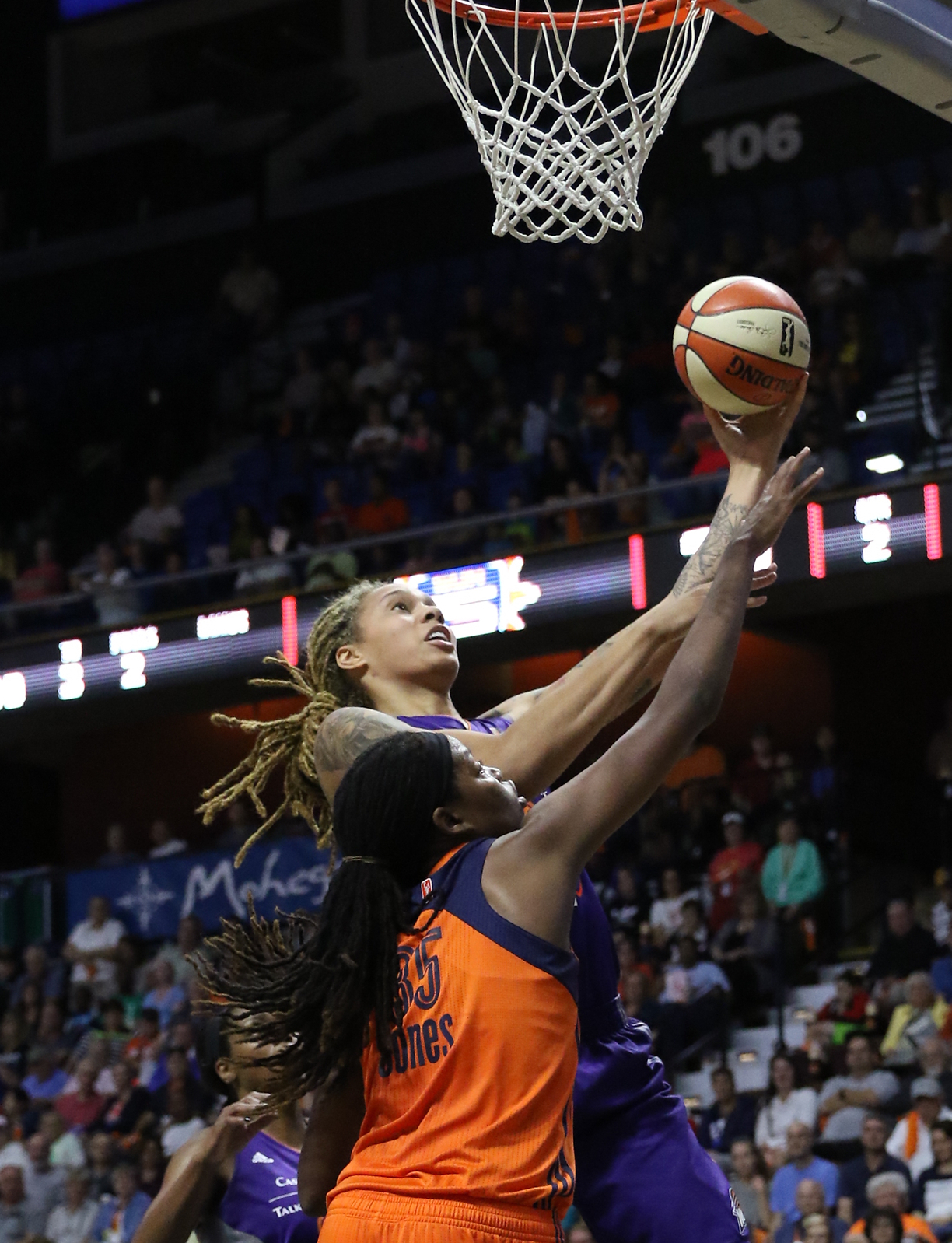
Griner efectuează un layup în 2017

Pe 12 martie 2017, Griner a resemnat cu Mercury un contract pe mai mulți ani, odată ce contractul ei de debutantă a expirat. În 2017, Griner a avut cel mai bun sezon din cariera ei de până atunci. Pe 7 iunie 2017, Griner a marcat 38 de puncte, un record în carieră, împreună cu 9 recuperări, într-o victorie cu 98–90 în prelungiri împotriva Indiana Fever. Griner a ratat 8 meciuri ale sezonului și WNBA All-Star Game din 2017 din cauza unei accidentări la gleznă și la genunchi, dar a încheiat sezonul conducând liga la punctaj cu 21,9 puncte pe meci și fiind pentru al cincilea sezon consecutiv lidera clasamentului la număr de blocaje. 

#### 2018

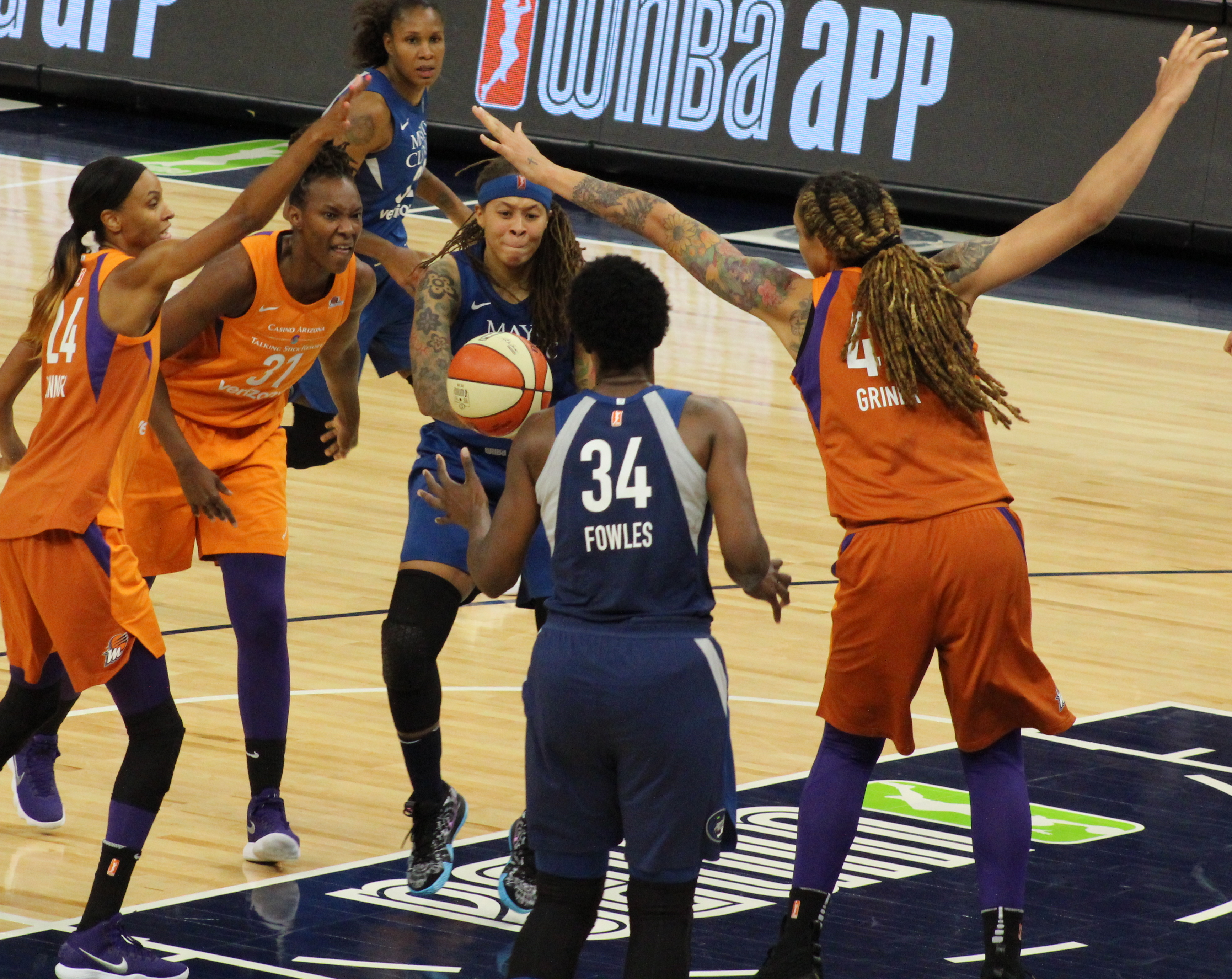
Griner jucțnd pentru Mercury o marchează pe Seimone Augustus din Minnesota Lynx în 2018

În sezonul 2018, Griner a jucat, pentru a treia oară în carieră, toate cele 34 de jocuri. Ea a fost votată și a jucat pentru a cincea oară în WNBA All-Star Game. Pe 18 august 2018, Griner a avut cel mai bun rezultat din sezon, reușind 33 de puncte, precum și 18 recuperări și 7 blocări, într-o victorie cu 104–95 în fața echipei Atlanta Dream. Acest sezon a fost și primul ei sezon în care a marcat din afara semicercului de 3 puncte. 

#### 2019
În 2019, Griner a fost votată din nou în WNBA All-Star Game. Pe 25 august 2019, Griner a obținut cel mai bun rezultat al sezonului cu 34 de puncte, într-o înfrângere cu 94–86 în fața echipei Chicago Sky.

#### 2020
Sezonul 2020 a fost amânat și scurtat la 22 de jocuri într-un balon la IMG Academy din cauza pandemiei de COVID-19. După 12 jocuri jucate, Griner a părăsit balonul din motive personale nedezvăluite.

#### 2021
În sezonul 2021 Griner a avut o medie pe meci de 20,5 puncte, 9,5 recuperări, 2,7 pase decisive și 32,8 minute pe meci, jucând în 30 din 36 de jocuri. Ea a marcat cele mai multe puncte în playoff, 240 de puncte, ajutându-i pe Mercury să învingă New York Liberty, Seattle Storm și să ajungă în finala WNBA, unde au pierdut în fața Chicago Sky în 4 jocuri.

### Participări internaționale
Griner a jucat peste ocean în extrasezonul WNBA. În extrasezonul 2013-2014, ea a jucat în China pentru Zhejiang Golden Bulls ai WCBA, unde a semnat un contract de patru luni pentru 600.000 de dolari, de 12 ori suma pe care a câștigat-o într-un sezonul de debutantă pentru echipa Mercury. Ea a fost numită MVP la WCBA All-Star Game din 2014. În extrasezonul 2014-2015, ea a jucat în China pentru Marele Zid din Beijing în WCBA. Marele Zid de la Beijing a încheiat sezonul ca vicecampionă în playoff.
În extrasezonurile 2014–15 și 2015–16, Griner a jucat în Rusia pentru UMMC Ekaterinburg cu coechipiera Diana Taurasi, câștigând campionate consecutive.
Griner a jucat pentru UMMC Ekaterinburg în extrasezoanele 2016–2017, 2017–2018, și 2018–2019.

## În echipa națională
În septembrie 2011, Griner a jucat pentru două săptămâni pentru echipa națională a SUA, ca parte a turneului său de antrenament european. Griner a fost singura jucătoare de nivel universitar din grup. Media sa cu echipa SUA în Europa a fost de 12,8 puncte și 7,3 recuperări pe meci.
Griner a fost singura jucătoare din lista finalistelor echipei de baschet feminin din SUA din 2012 care juca la nivel universitar. Cu excepția lui Griner, vârsta medie pe lista finalistelor era de aproximativ 30 de ani, în timp ce Griner avea 22 de ani la momentul Jocurilor Olimpice. Griner a decis în aprilie 2012 să nu participe la Jocurile Olimpice din 2012 din cauza unei boli în familie și a programului ei de școală.
În 2016, ea a jucat pentru echipa olimpică de baschet feminin a SUA la Jocurile Olimpice de vară și a câștigat prima ei medalie de aur olimpică, după ce au învins Spania cu 101–72 în finală. Ea a fost una dintre cele 11 jucătoare care au câștigat o medalie olimpică de aur, Cupa Mondială FIBA, medalie de aur, titlu WNBA, un titlu NCAA, la fel ca Sue Bird, Swin Cash, Tamika Catchings, Cynthia Cooper, Asjha Jones, Maya Moore, Breanna Stewart, Sheryl Swoopes, Diana Taurasi și Kara Wolters.
Griner a fost selectată pentru a doua ei Olimpiada în 2021, în echipa SUA, echipă care a fost neînvinsă și cu care a câștigat medalia de aur.

## Recunoaștere
Pe lângă faptul că a fost selectată ca jucătoarea de liceu cea mai bună din SUA de către Rivals.com, Griner a fost prezentă pe coperta revistei ESPN Rise și a fost selectată de Asociația antrenorilor de baschet feminin ca Jucătoarea State Farm/WBCA a anului 2009, la nivel liceal. Griner a câștigat și premiul ESPY 2013 pentru cea mai bună atletă din mediul universitar. Ea a fost câștigătoarea în 2012 a Honda Sports Award pentru baschet și câștigătoarea generală a Cupei Honda-Broderick pentru toate sporturile. 
Griner a primit în 2012 Trofeul Wade, prezentat celei mai bune jucătoare de baschet din Divizia I NCAA care întruchipează „Spiritul lui Margaret Wade”. Ea a fost câștigătoarea premiului Ann Meyers Drysdale, în 2012 și din nou în 2013. Premiul este acordat de Asociația Scriitorilor de Baschet din SUA unei jucătoare de top din Divizia I a SUA.
Printre alte premii, este recunoscut meritul lui Griner de a aduce mai multă atenție jocului feminin de basket datorită capacității ei de a înscrie prin dunk-uri.  Ea deține recordul NCAA pentru dunk-uri într-o carieră cu 18 dunk-uri în total.
- 2009 — Echipa All-America a antrenorilor de liceu WBCA[75]
- 2011— Jucătoarea defensivă a anului WBCA NCAA Division I [76]
- 2012 – Jucătoarea defensivă a anului WBCA NCAA Division I [76]
- 2013 — Jucătoarea defensivă a anului WBCA NCAA Division I [76]
- 2014 — All-Star Five la Campionatul Mondial FIBA[77]

În 2014, Griner a fost inclusă ca parte a listei anuale „40 sub 40” de The Advocate.
WNBA a inclus-o pe Griner în The W25, o listă a celor mai buni jucători din primii 25 de ani ai ligii.
Îm 2014 ea a fost, de asemenea, numită în lista Impact 25 a celor de la ESPNW.

## Viața personală și activism
Într-un interviu acordat SI.com pe 11 februarie 2013, Griner a anunțat public că este lesbiană. De asemenea, ea a dezvăluit în interviu că a fost agresată în copilărie, explicând: „Este greu. Doar să fiu hărțuită pentru că sunt diferită. Doar fiindcă sunt mai mare, pentru sexualitatea mea, pentru totul.” Ea a vorbit despre pasiunea ei de a lucra cu copiii pentru a atrage atenția asupra problemei hărțuirii, în special a hărțuirii împotriva persoanelor LGBT. Griner le-a vorbit părinților ei în perioada liceului despre sexualitatea ei, lucru pe care tatăl ei nu l-a acceptat cu grație, forțând-o, în ultimul an de liceu, să locuiască cu un antrenor asistent timp de șase săptămâni. Mai târziu, ea a scris, împreună cu Sue Hovey, o carte autobiografică abordând hărțuirea și acceptarea de sine, In My Skin: My Life On and Off the Basketball Court, publicată în 2014.
Într-un interviu din 2019 pentru People, Griner a declarat: „Oamenii îmi spun că voi sparge o barieră și voi deschide drumuri. Din punctul meu de vedere, eu încerc doar să ajut, încerc doar să fac să nu fie la fel de greu pentru următoarea generație.” În 2013, Griner a apărut pe coperta revistei ESPN și apoi în „The Taboo Issue”. Ea este fotografiată ținând un șarpe, care este animalul ei preferat pentru că sunt „înțeleși greșit”. Ea spune: „Trebuie doar să privești asta într-un mod diferit”.
Acordul ei de susținere a companiei Nike a fost primul astfel de acord semnat de companie cu un sportiv asumat gay. Griner continuă să renunțe la rolurile tradiționale de gen, deoarece prezintă haine marcate drept „îmbrăcăminte pentru bărbați” pentru Nike. Purtătorul de cuvânt al Nike, Brian Strong, a spus despre semnarea contractului cu lui Griner: „Nu putem intra în detalii, dar este sigur să spunem că am profitat de oportunitatea de a lucra cu ea pentru că ea sparge tiparele”.
În 2020, Griner, împreună cu coechipiera Brianna Turner, au cerut WNBA să nu mai cânte imnul național al Statelor Unite înainte de meciuri. Griner a spus că protesta împotriva uciderii Breonnei Taylor, ca parte a protestelor mai ample ale lui George Floyd. Ea a spus mai târziu în timpul unei teleconferințe: „Sincer simt că nu ar trebui să cântăm imnul național în timpul sezonului nostru. Cred că ar trebui să luăm această poziție.” Ea a spus că nu crede că imnul național ar trebui să fie cântat la evenimentele sportive.

### Căsătorii și cazul de violență domestică
Pe 14 august 2014, Griner s-a logodit cu o colega WNBA, Glory Johnson. Pe 22 aprilie 2015, amândouă au fost arestate sub acuzația de agresiune și comportament dezordonat, după ce poliția a răspuns la un apel care anunța o bătaie între cele două în casa lor din suburbiile orașului Phoenix, din Arizona. Ambele au suferit răni. În ciuda acestui incident, ele s-au căsătorit luna următoare pe 8 mai 2015, în Phoenix.  Pe 15 mai 2015, WNBA le-a suspendat pe Griner și Johnson pentru șapte meciuri fiecare, după ce Griner a pledat vinovată la acuzațiile de comportament dezordonat. Griner a fost, de asemenea, obligată să finalizeze 26 de săptămâni de consiliere privind violența domestică.
Pe 4 iunie 2015, Griner și Johnson au dezvăluit că Johnson era însărcinată cu gemeni, concepuți cu ovule lui Johnson prin fertilizare in vitro. A doua zi, și după mai puțin de o lună de la căsătorie, Griner a solicitat anularea căsătoriei invocând fraudă și constrângere;  anularea a fost respinsă. Johnson a născut gemene pe 12 octombrie 2015, cu 16 săptămâni înainte de termen. Griner a fost obligată să plătească pensie alimentară pentru copii lui Johnson. Divorțul cuplului a fost finalizat în iunie 2016.
Griner s-a logodit cu Cherelle Watson în august 2018 și s-au căsătorit în iunie 2019. Watson și-a schimbat ulterior numele în Cherelle Griner.

## Arestarea din 2022 din Rusia
Pe 17 februarie 2022, Griner a fost arestată sub acuzația de contrabandă în Rusia. Ea a fost reținută la Aeroportul Internațional Sheremetyevo după ce Serviciul Vamal Federal a constatat că transporta cartușe de vaporizator care conțineau mai puțin de un gram de ulei de canabis. În Arizona, i s-a prescris canabis medicinal, care este ilegal în Rusia.
Unii oficiali americani și-au exprimat îngrijorarea că Rusia ar fi putut folosi cazul Griner ca răspuns la sancțiunile occidentale impuse Rusiei pentru invazia în Ucraina. Fostul oficial al Pentagonului, Evelyn Farkas, și-a exprimat îngrijorarea că Griner ar putea fi folosită de către Rusia ca „ostatic cu profil vizibil”. Congresmanul american Sheila Jackson Lee, din Houston, Texas, a cerut eliberarea lui Griner. Congresmanul John Garamendi a comentat că orice negocieri pentru eliberarea ei ar fi „foarte dificile” din cauza invaziei ruse a Ucrainei.
În martie 2022, agenția de știri de stat rusă TASS a raportat că o instanță de la Moscova a prelungit perioada de detenție a lui Griner în timpul anchetei până pe 19 mai, un oficial al Comisiei Publice de Monitorizare a Rusiei afirmând că „singura problemă obiectivă s-a dovedit a fi înălțimea baschetbalistei. Paturile din celulă sunt în mod clar destinate unei persoane de înălțime mai mică.” Pe 23 martie, Departamentul de Stat al Statelor Unite a declarat că un oficial diplomatic american a putut să o viziteze pe Griner în detenție, raportând că aceasta este „în stare bună”.
La începutul lunii mai 2022, Departamentul de Stat al SUA a declarat că a stabilit că Griner a fost „reținută în mod greșit”, indicând o abordare mai agresivă pentru a-i asigura eliberarea. Pe 13 mai, CNN a raportat că instanța rusă i-a prelungit arestarea preventivă până la 18 iunie 2022. Avocatul rus al lui Griner, Alexander Boykov, a declarat pentru Associated Press că crede că prelungirea relativ scurtă a detenției a fost un incidiu că urma în curând și procesul. Pe 15 mai, a fost raportat că Statele Unite și Rusia ar lua în considerare un schimb de prizonieri, Rusia schimbându-o pe Griner cu traficantul de arme Viktor Bout, care a ispășit 10 ani dintr-o pedeapsă federală de închisoare de 25 de ani în Statele Unite.

### Proces
Într-o ședință cu ușile închise din 27 iunie, o instanță din Khimki a programat ca procesul lui Griner să înceapă pe 1 iulie și i-a prelungit detenția cu șase luni pe durata procesului, potrivit avocatului ei, Alexander Boykov. În a doua zi a procesului ei, 7 iulie, Griner a pledat vinovată, dar a spus că nu a avut intenția de a încălca legea. Griner a cerut să i se permită să depună mărturie în fața instanței de îndată ce reușește să se pregătească.

### Discuții privind schimbul de prizonieri

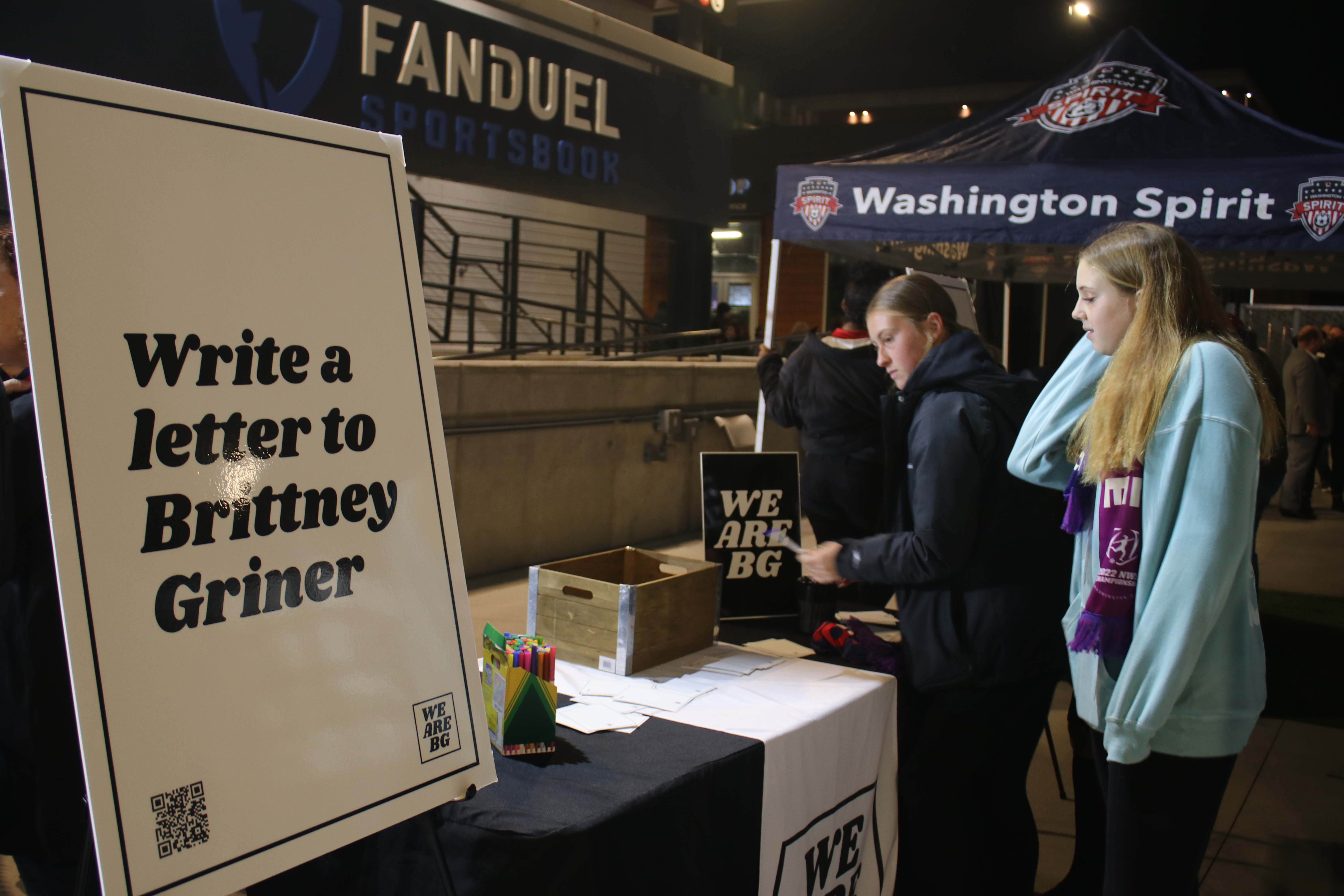
Fanii de la Campionatul NWSL 2022 au fost invitați să-i scrie scrisori lui Griner.

Pe 27 iulie 2022, președintele american Joe Biden a aprobat un posibil schimb pentru Griner și Paul Whelan, care a fost arestat în 2018 pentru spionaj la Moscova și condamnat la 16 ani de închisoare, în schimbul lui Bout. Discuțiile despre un schimb au fost complicate de cererea rușilor ca acesta să îl includă și pe asasinul Vadim Krasikov, care a fost condamnat pentru crimă în Germania și ispășește o pedeapsă cu închisoare pe viață acolo. Guvernul german nu a fost receptiv la această cerere.
În iulie 2022, secretarul de stat al SUA Antony Blinken l-a sunat pe omologul său rus Serghei Lavrov, pentru prima dată de la începutul războiului Rusiei împotriva Ucrainei, și i-a făcut o ofertă din partea SUA pentru a asigura eliberarea lui Griner și Whelan.

### Condamnare, închisoare și eliberare
Pe 4 august, instanța a găsit-o pe Griner vinovată și a condamnat-o la nouă ani de închisoare. În plus, ea a fost amendată cu 1 milion de ruble (16.301 USD). Pe 17 noiembrie, avocații lui Griner au spus că a fost transferată la IK-2, o colonie penală feminină din orașul Yavas din regiunea Mordovia; anterior ea fusese ținută într-o locație nedezvăluită. Familia lui Griner a cerut ajutorul Bring Our Families Home pentru a face apel pentru eliberarea ei. Pe 8 decembrie, ea a fost eliberată de Rusia într-un schimb de prizonieri 1 la 1 pentru traficantul de arme Viktor Bout.